# Гектор Берліоз
Луї́ Гекто́р Берліо́з (фр. Louis Hector Berlioz; 11 грудня 1803, Ла-Кот-Сент-Андре — 8 березня 1869) — французький композитор, диригент, музичний письменник. Член Інституту Франції (1856).

## Біографія
Народився в містечку Ла-Кот-Сент-Андре на південному сході Франції у сім'ї лікаря, вільнодумної, освіченої людини. Дитячі роки Берліоз провів у провінції, де чув народні пісні та познайомився з древніми міфами. Там же ж навчився грати на флейті. У 1821 році Берліоз переїхав у Париж, де став вивчати медицину, але незабаром, незважаючи на опір батьків, залишив медицину, вирішивши присвятити себе музиці. Він підпрацьовував співом у хорі та довго бідував. Перше публічне виконання твору Берліоза («Урочиста меса») відбулося в Парижі в 1825 році. Берліоз, займаючись самоосвітою, декілька років брав уроки у Жана-Франсуа Лесюера і до нього ж у клас поліфонії подався після вступу в Паризьку консерваторію у 1826 році. Також він займався у класі Антоніна Рейхи. Починаючи з 1828 року Берліоз почав писати критичні статті про музику і познайомився з популярними в той час письменниками і музикантами такими як Віктор Гюго, Олександр Дюма, Паганіні, Жорж Санд. У 1828–1830-і роки знову було публічно виконано декілька творів Берліоза — увертюри «Веверлі», «Francs-juges» і «Фантастична симфонія», після чого публіка звернула увагу на молодого композитора.
У 1830 році Берліоз закінчив консерваторію. Того ж року він отримав Римську премію за кантату «Сарданапал». До цього Берліоз 3 роки поспіль намагався отримати премію, але журі відмовляло йому оскільки були спантеличені. Того ж року почалась революція, Берліоз співчував революціонерам і навіть інструментував «Марсельєзу». Після того жив (як стипендіат) в Італії. Там він зацікавився італійською музикою, зустрівся з Глинкою, познайомився з творами Байрона. Повернувшись до Парижа у 1832 році, привіз із собою написану в Італії увертюру «Король Лір» і симфонічний твір «Le retour à la vie» в жанрі, який він називав «мелолог» (суміш інструментальної і вокальної музики з декламуванням), який є продовженням «Фантастичної симфонії». Осівши у Парижі Берліоз розвинув творчу активність, працював як композитор, складаючи програмні симфонії та опери, диригент (зокрема працював у Паризькій консерваторії), та музичний критик (писав у газетах «Gazette musicale de Paris», пізніше в «Journal des Débats» до 1864 року і набув репутацію строгого та серйозного критика). Однак його опери не мали серйозного успіху і він все ще залишався бідним.
У 1839 році його було призначено бібліотекарем консерваторії.
З 1842 року багато гастролював за кордоном. З тріумфом виступав як диригент і композитор в Росіїйській імперії (1847, 1867—1868 роки), зокрема зібрав значну кількість слухачів на концерті у Московському манежі. У 1867—1867 роках жив у Санкт-Петербурзі.
У 1856 році Берліоза було призначено членом Академії мистецтв.
У 1860-х роках Берліоз випустив збірки статей, а також свої «Мемуари» (1870 рік).
Особисте життя Берліоза захмарилося низкою сумних подій, про які він детально розповів у своїх «Мемуарах» (1870). Його перший шлюб з ірландською актрисою Гарріет Смітсон (1833), закінчився розлученням в 1843 році (Смітсон багато років хворіла на невиліковну нервову хворобу); після її смерті Берліоз одружився зі співачкою Марією Ресіо, яка раптово померла в 1854. Син композитора від першого шлюбу помер у 1867 році. Сам композитор упокоївся 8 березня 1869 року від нервового виснаження. Похований на цвинтарі Монмартр.

## Творчість

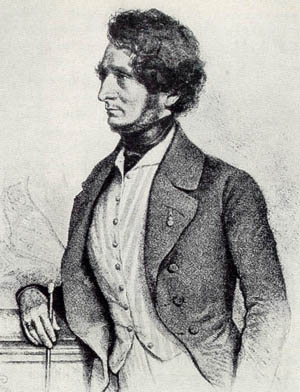
Берліоз, портрет з літографії

Берліоз — яскравий представник романтизму в музиці, творець романтичної програмної симфонії. Мистецтво Берліоза багато в чому споріднене творчості Віктора Гюго в літературі і Е. Делакруа в живописі. Художник-новатор, Берліоз сміливо запроваджував нововведення в області музичної форми, гармонії і особливо інструментування (видатний майстер оркестровки), тяжів до театралізування симфонічної музики, грандіозних масштабів творів.
Творчість композитора відобразила властиві романтизму суперечності: прагнення до загальнонародності, масовості музики уживалося у нього з крайнім індивідуалізмом, героїка і революційний пафос — з інтимними виявленнями самотньої душі схильного до екзальтації і фантастики художника. У 1826 була написана кантата «Грецька революція» — відгук на визвольну боротьбу грецького народу. Із захопленням зустрів Велику липневу революцію 1830 року; на вулицях Парижа він розучував з народом революційні пісні, зокрема оброблену ним для хору і оркестру «Марсельєзу». У ряді крупних творів Берліоза знайшла віддзеркалення революційна тематика: у пам'ять героїв Липневої революції створені грандіозний «Реквієм» (1837) і «траурно-тріумфальна симфонія» (1840, написана до урочистої церемонії перенесення праху жертв липневих подій).
Проте Революцію 1848 Берліоз не зрозумів. В останні роки життя Берліоз все більше схилявся до академізму, моральної проблематики: ораторіальна трилогія «Дитинство Христа» (1854), оперна дилогія «Троянці» за Вергілієм («Узяття Трої» і «Троянці в Карфагені», 1855—59).
Стиль Берліоза визначився вже в «Фантастичній симфонії» (1830, підзаголовок — «Епізод з життя художника»). Це відомий твір Берліоза — перша романтична програмна симфонія. У ній знайшли віддзеркалення типові для того часу настрої (розлад із дійсністю, перебільшена емоційність і чутливість). Суб'єктивні переживання художника піднімаються в симфонії до соціальних узагальнень: тема «нещасної любові» набуває значення трагедії втрачених ілюзій. Слідом за симфонією Берліоз пише монодраму «Леліо, або Повернення до життя» (1831, продовження «Фантастичної симфонії»). Берліоза привертали сюжети творів Джорджа Байрона — симфонія для альта і оркестру «Гарольд в Італії» (1834), увертюра «Корсар» (1844); Вільяма Шекспіра — увертюра «Король Лір» (1831), драматична симфонія «Ромео і Джульєта» (1839), комічна опера «Беатріче і Бенедикт» (1862, на сюжет «Багато галасу даремно»); Й. В. Гете — драматична легенда (ораторія) «Засудження Фауста» (1846, що вільно трактує поему Гете). Берліозу належать також опера «Бенвенуто Челліні» (пост. 1838); 6 кантат; оркестрові увертюри, зокрема «Римський карнавал» (1844); романси і ін. Зібрання творів в 9 серіях (20 тт.) видане в Лецпцизі (1900—1907).
Берліоз був видатним диригентом. Разом з Ріхардом Вагнером він заклав основи нової школи диригування. Берліоз вніс істотний внесок у розвиток музично-критичної думки.

## Твори

### Симфонії
- Фантастична симфонія, Op. 14 (Symphonie fantastique, 1830)
- Гарольд в Італії, Op. 16 (Harold en Italie) — для альта з оркестром (1834)
- Rêverie et caprice — для скрипки з оркестром (1841)
- Ромео і Джульєта — Симфонія за мотивами Шекспіра для хору, солістів і оркестру Op.17, H 79 (1839).
- Траурно-тріумфальна симфонія Op.15, H 80a, b (1840)

### Концертні твори
- Римський карнавал, Op.9 (1844)
- Король Лір, Op.4 (1831)
- Rêverie et caprice — для скрипки з оркестром Op. 8, H 88 (1841)
- Марш для останньої сцени Гамлета H 103 (1844)
- Марш троянців H 133b (1864)

### Опери
- Засудження Фауста Op.24, H 111 (La Damnation de Faust, 1846)
- дилогія Троянці (фр. Les Troyens H 133a; «Взяття Трої», «Троянці в Карфагені», 1859)
- Беатріче та Бенедикт H 138 (1863)
- Таємні судді H 23 (збереглись тільки фрагменти) (1825—1834)
- Бенвенуто Челіні Op.23, H 76a (1838)
- La nonne sanglante H 91 (не закінчена) (1841—1842)

### Духовні твори
- Урочиста меса, 1824
- Реквієм, Op. 5 (Grande Messe des morts, 1837)
- Ораторія Дитинство Христа (L'Enfance du Christ)
- Te Deum Op. 22, H 118 1848—1849

### Вокальні твори
- Літні ночі Op.7, H 81

### Увертюри
- Веверлі H 26 (1826—1828)
- Буря (за Шекспіром, з хором) H 52 (1830)
- Роб Рой H 54 (1831)
- Бенвенуто Челіні H 76b (1838)
- Римський карнавал Op.9, H 95 (1844)
- Корсар Op.21, H 101 (1846—1851)
- Беатріче і Бенедикт H 138 (1860—1862)

### Кантати
- Грецька революція (2-і різні версії) H 21a, H 21b (1825—1826, 1833)
- Смерть Орфея H 25 (1827)
- Ермінія H 29 (1828)
- Клеопатра H 36 (1829)
- Смерть Сарданапала H 50 (зберігся тільки невеликий фрагмент) (1830)
- 5 травня Op.6, H 74 (1831—1835)
- Ерігона (зберігся тільки фрагмент) H 77 (1835—1838)
- Hymne à la France H 97 (1844)
- Chant des chemins de fer H 110 (1846)
- L'Impériale Op.26, H 129 (1854)
- Le Temple universel Op.28, H 137 (1861)